# Agostino da Casanova
Agostino da Casanova (Liguria, XV secolo – Liguria, XVI secolo) è stato un pittore italiano.

## Biografia

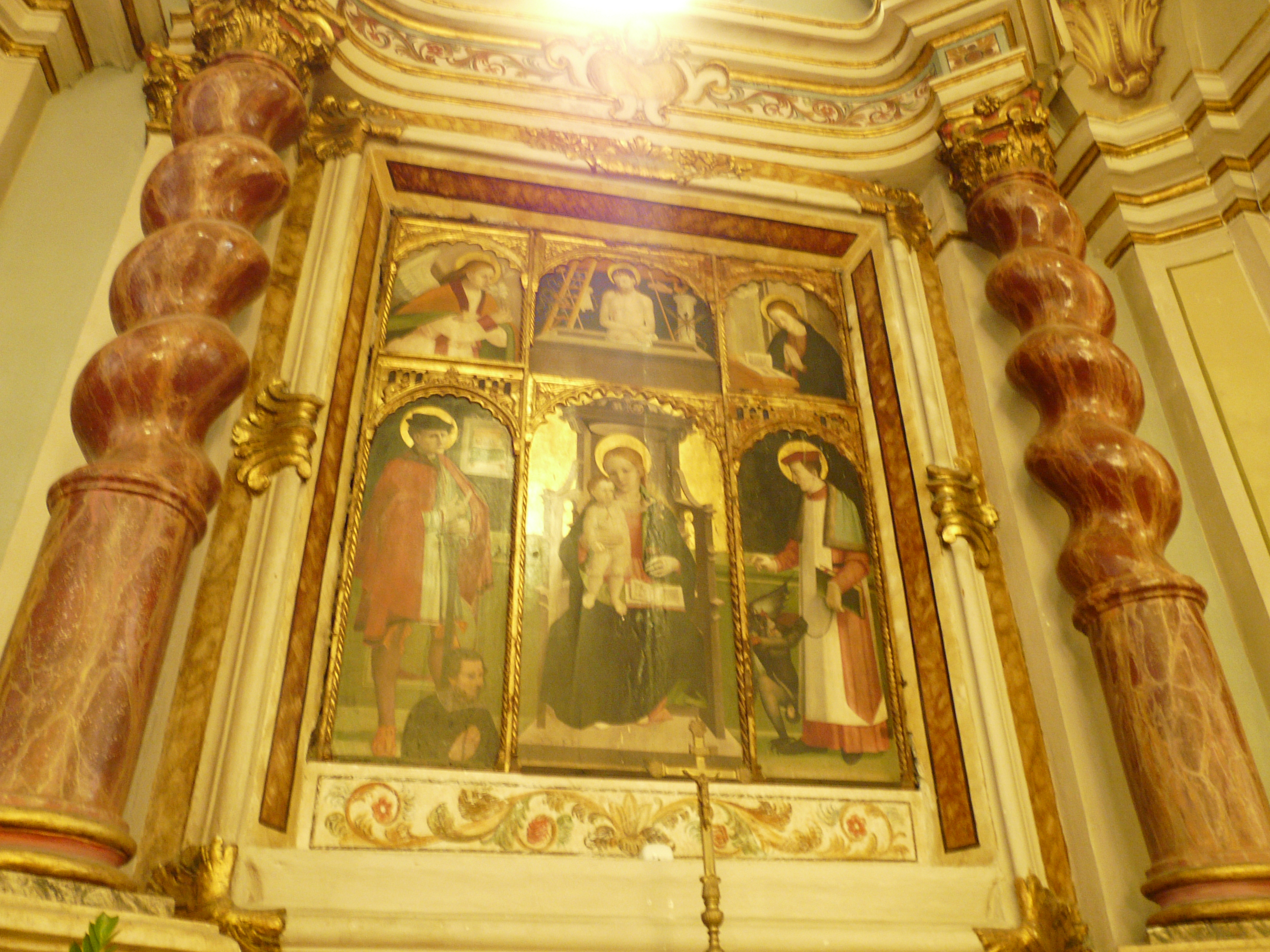
Madonna con i santi Giuliano e Bernardo (1536), chiesa parrocchiale di San Marco Evangelista di Camporosso.

Scarne sono le notizie biografiche sul pittore che operò principalmente nella Riviera di Ponente, in un periodo ben preciso, grazie alla datazione certa delle sue opere, a cavallo tra il 1523 e il 1550. Il pittore aveva in Casanova, odierno comune dell'entroterra di Albenga, nel savonese, le sue origini forse non native (non esistono fonti documentate in merito), ma sicuramente familiari. In alcuni dipinti egli stesso si definiva de "civis Ianue", quindi della città di Genova, capitale dell'omonima repubblica che, secondo lo storico Federico Alizeri, certamente Agostino da Casanova frequentò in età giovanile il tempo necessario per ottenerne la cittadinanza. In seguito, molto più probabilmente l'artista visse nella riviera ponentina dove lasciò diverse opere, tutte datate, nelle chiese dei paesi e borghi dell'entroterra di Imperia.
Lo stile di Agostino da Casanova, soprattutto nelle opere iniziali della sua carriera, seguirono molto gli influssi e stili di Ludovico Brea e della sua bottega d'arte, salvo poi cambiare nei modi nelle opere finali: su tutte il polittico raffigurante la Madonna con i santi Giuliano e Bernardo (datato al 1536 e conservato nella chiesa di San Giovanni Evangelista di Camporosso) dove l'artista, secondo un'analisi dello storico d'arte Pasquale Rotondi, raggiunse "una piena spontaneità di espressione" cogliendo nel dipinto "dal vero, con sagace prontezza, una ragione di vita e di poesia".
Una spontaneità che molto probabilmente gli fu "suggerita" dallo stile del pittore domenicano Emanuele Macario da Pigna e, ancora, un "vedere naturale" dopo la visione della pala d'altare della basilica di San Biagio in Finalborgo realizzata nel 1533 dal piemontese Pasquale Oddone. La minuta grafia delle forme e la tersa e cangiante delicatezza dei colori avvicina ancora lo stile di Antonio da Casanova ai modi di Gerolamo Giovenone.
La sua ultima opera pittorica conosciuta è il polittico conservato nella Galleria Sabauda di Torino - raffigurante San Lorenzo - che, nonostante abbia una datazione al 1550, verosimilmente per lo stile originario del pittore, vicino alla scuola del Brea, secondo il Rotondi fu invece semplicemente restaurata in tale anno dallo stesso Casanova, ma realizzata proprio nei suoi primi anni di attività.

## Opere
- Madonna con i santi Pietro e Paolo, polittico terminato il 3 settembre 1523, chiesa parrocchiale dei Santi Gervasio e Protasio di Valloria;
- Madonna con i santi Giuliano e Bernardo[1], polittico del 1536, chiesa parrocchiale di San Marco Evangelista di Camporosso;
- Martirio di san Sebastiano[2], tra san Giovanni Battista e sant'Antonio abate, santi e Crocifissione, tra il 1530 e il 1540, chiesa parrocchiale di San Marco Evangelista di Camporosso (opera originariamente attribuita dubitativamente a Ludovico Brea o alla sua scuola);
- Madonna del Soccorso, polittico del 1537, chiesa parrocchiale della Santissima Annunziata di Tavole;
- Madonna con il Bambino e santi, polittico del 1540, chiesa parrocchiale di San Michele di Villatalla;
- Lapidazione di santo Stefano[3], polittico, chiesa parrocchiale di San Giovanni Battista di Montalto Ligure;
- Annunciazione, del 1545, oratorio di Pietrabruna;
- Santi Sebastiano e Rocco, polittico del 1547, chiesa di San Giovanni del Groppo a Molini di Prelà;
- San Lorenzo, polittico del 1550, Galleria Sabauda di Torino.